# Средняя улица (Санкт-Петербург)
Сре́дняя улица — улица в Фрунзенском районе Санкт-Петербурга. Проходит от Волковского проспекта до Грузинской улицы.

## История
Наименование Средняя улица известно с 1900 года, связано с положением улицы в бывшей Волковой деревне.